# 권람
권람(權擥, 1416년~1465년 2월 6일)은 조선 초의 문신, 역사학자, 작가, 문인이다. 자(字)는 정경(正卿), 호는 소한당(所閑堂) 또는 소한당(所閒堂), 후주당(後週堂)이다. 본관은 안동(安東)으로 권근의 손자이다. 남이와 신수근이 그의 사위다. 부모의 이혼으로 불우한 청년기를 보내다가 한명회, 유응부와 교유했고, 그를 통해 신숙주 등을 소개받고 수양대군의 측근이 되었다.
1450년(문종 즉위년) 문과에 장원 급제하여 사헌부감찰을 지냈으며, 그 이듬해에는 수양대군과 함께 《역대병요》를 편찬하였다. 1453년(단종 1년) 김종서를 몰아낼 때 앞장섰던 공으로 정난공신 1등관으로 녹훈되고, 승정원우부승지에 특진되었다. 1455년 세조 즉위 후, 수충위사협책정난동덕좌익공신(輸忠衛社協策靖難同德佐翼功臣) 1등관으로 이조 참판 길창군이 되었고, 1458년(세조 4년)에는 수찬관으로 신숙주 등과 함께 《국조보감》을 편찬하는데 참여하였다. 그는 활을 잘 쏘았을 뿐만 아니라 문장에도 뛰어났으나, 횡포가 심하고 많은 축재를 하여 여러 번 탄핵을 받았다. 우찬성과 좌찬성, 우의정을 거쳐 좌의정에 이르렀으며 길창부원군으로 진봉되었다.
5촌 당조카딸 권영금이 백촌 김문기의 며느리로서 사육신 사건 이후 노비가 되었으나 자신이 권영금을 분배받는 형태로 하여 노비 신세를 면하게 하였다. 그러나 다른 친척인 단종의 후궁 소의 권씨의 재산을 차지하여 비난을 받기도 했다. 태종의 외손자 남이(南怡) 장군과, 훗날 연산군의 처남이자 중종의 장인이 되는 신수근이 모두 그의 사위였다. 시호는 익평(翼平)이다. 한상환, 류태재의 문인이다.

## 생애

### 생애 초반

#### 출생과 유년기
소한당 권람은 1416년 검교정승 희(僖)의 증손으로, 찬성사(贊成事)이자 개국공신 양촌 권근(權近)의 손자이며, 의정부 우찬성(右贊成)을 지낸 권제(權踶)와 그의 부인의 아들로 태어났다. 본관은 안동으로 자는 정경(正卿)이다. 어머니 이씨는 판사재감사(判司宰監事) 이준(李儁)의 딸이다. 어려서부터 독서를 좋아하여 학문이 넓었으며, 뜻이 크고 지혜와 기책(奇策)이 많았다 한다.
개국공신인 찬성사(贊成事) 권근의 손자로 태어났으나 아버지 권제는 본처인 어머니를 내치고 첩에게 빠졌다. 이때문에 그는 불우한 어린 시절을 보냈으며 처음에 권제가 첩(妾)에게 빠져 적처(嫡妻)를 소홀히 하므로 권남이 울면서 잘못을 고치기를 간하였으나, 오히려 아버지 권제의 폭력에 시달렸다.
아버지 권제는 문장에 능했고 달변가였으나 기생 첩에게 혹하여 처자(妻子)를 대접하기를 매우 박하게 하여 가도(家道)가 바르지 못하니, 세상에서 이를 좋지 않게 여겼다. 그의 누이와 서모 1명은 아버지 권제의 비위에 거슬렸다가 권제가 발로 차서 죽임당했다. 그러나 개국공신의 아들이라 권제는 처벌받지 않았고, 고려사 편찬 때문에 딸과 첩을 살해한 것은 기록에서 삭제되었다. 권남이 울면서 잘못을 고치기를 여러번 간하였으나, 권제가 때리려 하였으므로 드디어 집을 나와 가출하였다. 그는 일찍이 한상환과 류태재의 문하에서 수학하였다. 이때 한명회를 만난다.
강원도 자망산(紫望山)에 들어가 류태재(柳泰齋)의 문하에서 수학할 때 한명회와 친해졌는데 한명회에게 큰 뜻이 있음을 알아본 그는 이후 한명회와 평생의 지우가 된다.

#### 청소년기
성인이 되자 그는 호는 소한당(所閑堂)이라 하였다. 어려서부터 독서를 좋아하여 학문이 넓었으며, 뜻이 크고 기책(奇策)이 많았다고 한다. 그러나 불우한 가정 환경으로 학문에 연마할 수 없었고 그는 가출 후 전국의 명산 대천을 유랑하기도 했다. 가출한 후 한명회, 신숙주 등과 교류하였는데, 책상자를 말에 싣고 명산고적을 찾아다니면서 한명회(韓明澮)와 함께 책을 읽고, 시를 짓고, 글을 지으면서 시름을 달래고 회포를 나누었다. 한명회와 명산(名山)을 두루 유람(遊覽)하며, 경치가 좋은 곳을 모두 찾아 보았다. 청년기에 스스로 자호를 소한당(所閑堂)이라 하고 풍류를 즐겼지만 첩을 들이지는 않았다.
그는 일찍이 친구인 한명회와 서로 약속하기를 "남자로 태어나 변방에서 무공을 세우지 못할 바에는 만권의 책을 읽어 불후의 이름을 남기자."고 다짐하였다. 한명회와의 교우는 왕조실록의 표현에 의하면 관포(管鮑, 관중과 포숙아)와 같았다 고 한다. 35세까지 과거에 급제하지 못하고 있다가, 1450년 향시와 회시(會試)에 응시하여 모두 장원으로 급제, 바로 전시(殿試)에 응시할 자격이 주어졌다.
일찍이 과거에 뜻을 두지 않고 명산고적을 떠돌아다닌 것은 아버지 권제가 첩에 혹해 정처를 소박하고 가족들에게 폭력을 행사한 데 대한 불만이었다고 한다.

#### 청년기
그는 일찍이 수양대군을 만났는데, 일설에는 권람이 한명회를 수양대군에게 소개했다고도 하고, 다른 설에 의하면 한명회가 권람을 수양대군에게 소개했다고도 한다. 권람이 목멱산(현 서울 남산) 북쪽 기슭, 비서감(祕書監) 관청 건너편 동쪽 바위 벼랑 쪽에 집을 짓고 후주당(後週堂)이라 이름하고 살았다. 그러나 수양대군은 불우한 처지에 있는 그를 계속 찾아왔고, 수양대군이 찾아왔다가 서쪽 벼랑 근처 녹천정 아래에 돌샘이 있었는데 이 샘물이 시원하고 맛이 좋았다며 탄복하였다 한다. 후일 세조가 대군 시절 마셨던 녹천정 샘물에는 어정(御井)이란 이름을 내렸다고 한다.
그 뒤 음보(蔭補)로 출사하여 진의부위(進義副尉)가 되었다. 진의부위로 있을 때, 하루는 어떤 친구가 과거를 보라고 권하였다. 부질없이 새삼스레 무슨 과거냐고 일축하다가 생각을 고쳐 과거를 보기로 했다. 그러나 과거를 준비하고 공부하자 마자 얼마안가 사서 육경을 모두 독파하였다. 그는 일찍이 불교를 좋아하지 않았으며, 활을 잘 쏘고 문장에 뛰어났다.

### 관료 생활

#### 과거 급제와 관료생활 초기
문종 즉위 직후 1450년(문종 즉위년) 진의부위로 재직 중 식년문과에 응시하여 장원(壯元)으로 급제하였다. 문종이 친히 주관한 시험에서 시사(時事)를 가리켜 진술한 것이 시험관의 마음에 들어 제4등으로써 의논했다가 당초 장원이던 김의정(金義精)의 집안 배경이 한미하다는 이유로 왕명으로 특별히 장원으로 하게 되었다. 이후 사헌부 감찰을 지냈으나, 그는 불우한 처지에 있던 한명회 등과 꾸준히 교류하였다.
감찰을 거쳐 그 뒤 1451년(문종 1년) 집현전교리(校理)로서 수양대군(首陽大君, 훗날의 世祖)과 함께 《역대병요 (歷代兵要)》를 편찬하는데 참여하였다. 이때 수양의 측근이 된다. 《역대병요 (歷代兵要)》를 함께 편찬하고 음주(音註)를 편찬하는 데 동참하여 그와 더 가까워졌다. 역대병요의 음주를 달던 중 권람은 수양대군이 큰 뜻을 품고 있음을 알고 그와 가까이 지내다가 수양대군과 뜻이 통하여, 그의 참모가 된 뒤 양정(楊汀), 홍달손(洪達孫), 홍윤성, 유수(柳洙), 유하(柳河) 등 무장들을 설득, 포섭하는데 기여하였다.
한명회와 동문수학하던 사이인 그는 단종 등극 후 김종서 등이 권력을 독점하는 데 불만을 품고 집현전 시절부터 친분을 쌓게 된 수양대군을 찾아가 거사를 도모한다.

#### 거사 준비 과정
문종이 죽고 어린 단종이 즉위하자, 권력은 김종서(金宗瑞), 황보인(皇甫仁) 등 소수 대신들이 정사를 좌지우지하자, 그는 어린 단종에게 왕의 나라인지 대신의 나라인지 항의하기도 하였다.
김종서, 황보인 등 소수의 대신들의 권력 집중에 불만을 품은 왕족들의 움직임을 감지하여 그는 신숙주, 정인지 등을 포섭한다. 또한 안평대군(安平大君)이 김종서, 황보인을 비롯한 대신들과 결탁하여 세력을 키워가자, 이에 불안을 느낀 수양대군이 동지를 규합하고 있을 때, 한명회의 부탁을 받고 수양대군과 자주 만나 집권 계획을 세운다.
이후 양정, 홍달손, 유수(柳洙), 유하(柳河) 등 무사들과 가깝게 지내면서 이들을 통해 많은 무사들과 무신들을 포섭하거나 사병을 양성하였다. 1453년(단종 1년) 집현전 직제학(集賢殿直提學)이 되어 경연대독관(對讀官)을 겸하였다.

#### 계유정난과 세조반정
단종 즉위 초 계유정난(癸酉靖難)때 김종서, 황보 인 등을 제거할 때에 적극 가담, 앞장섰으며 김종서, 황보 인 등 대신들의 세력을 제거하고 이들이 왕을 능가하는 권력남용을 했다며 이들을 비판하였다. 그 뒤 정난의 성공을 위해 노력한 공로로 수충위사협책정난동덕좌익공신정난공신(輸忠衛社協策靖難同德佐翼功臣) 1등관에 녹훈되고 바로 승정원동부승지에 승진했다가 이후 우부승지에 올랐다. 1454년(단종 2년) 2월 승정원우부승지, 8월 좌부승지로 승진했다. 1455년 여름 우승지를 거쳐, 1455년(세조 즉위년) 6월 단종이 강압으로 양위하고 세조가 즉위하자 6월 이조 참판(吏曹參判)에 발탁되고 길창군(吉昌君)에 봉군되었다.
이어서 1455년 7월 겸 동지경연사를 겸하고 세조의 즉위에 세운 공으로 동년 9월 좌익공신(佐翼功臣) 1등관으로 녹훈된 뒤 다시 이조참판에 임명되었으며 이후 예문관 대제학(藝文館大提學)이 되고, 다시 길창군(吉昌君)에 봉해졌다. 바로 세조의 즉위를 알리고 책봉 고명을 받기 위한 사신으로 북경에 다녀왔으며, 세조의 책봉 고명을 받아온 공으로 원종공신(原從功臣)에 책록되었다.
1456년 2월 이조 판서(吏曹判書)가 되어 집현전대제학과 지경연춘추관사를 겸임하였다. 이후 감춘추관사로 세종실록의 편찬과 증보에 참여하였다. 또한 세조 즉위 초 한명회, 신숙주, 유응부와 함께 의정부 서사제를 반대하여 육조직계제를 지지하였다.

#### 사육신의 난
1456년(세조 2년) 2월 이조판서가 되었다. 같은 달 사은사에 임명되어 명나라를 다녀왔다.
1456년 사육신의 단종 복위 사건에 가담하거나 연루된 사육신 및 관리들의 처, 첩, 딸, 누이 등이 공신들의 첩과 노비로 분배될 때 김문기의 아들 김현석의 아내 영금은 권람에게 내려졌다. 김현석의 아내 권영금은 권규의 손녀딸로 권람의 5촌 조카딸이다.
1456년 3월에는 역신(逆臣, 사육신 관련자들)이 가졌던 연안, 전주, 충주, 양주의 전지를 토지로 하사받았다. 동년 7월에 집현전대제학으로 지경연춘추관사(知經筵春秋館事)를 겸하고, 다시 길창군(吉昌君)에 봉군되었다.
한편 단종의 후궁인 숙의 권씨도 권람의 일족이었다. 그러나 권람은 권 숙의의 논밭과 집, 노비를 자신이 다 차지하고 주지 않아서 숙의를 굶주리게 하여, 이목(李穆) 등 학자들의 비웃음을 사기도 했다. 이는 자신의 5촌 조카딸인 권영금을 일부러 자신의 노비로 분배받아 보호한 것과는 대조적이다.
1457년(세조 3년) 2월 난신(亂臣)들의 노비를 하사받았고, 3월 김문기(金文起), 장귀남(張貴南), 성승(成勝) 등의 전지를 토지로 하사받았다. 이후 이조판서를 거쳐 도진무(都鎭撫)가 되었다가 다시 이조판서로 임명되었다.

#### 공신 책록과 치부
1456년(세조 2) 2월에 이조판서가 되었다. 세조를 도와 여러 차례 공을 세운 덕으로 만년에는 높은 지위와 많은 재산을 모았으며, 남산 아래에 화려한 집을 지녔다. 권람이 일찍이 벼슬을 그만두고 한가히 병(病)을 치료할 뜻이 있으니, 임금이 어찰(御扎)을 내려 만류하였다.
| “ | 경(卿)이 나의 뜻과 서로 통하여 덕을 합하였으므로 논(論)할 것이 없다. 하늘이 실로 생역(生役)의 대임(大任)을 맡기었으니, 내가 경(卿)의 마음을 사랑함이 없고 경도 나의 마음을 사랑함이 없거나, 종사(宗社)의 공업(功業)으로써 말하더라도 경이 털끝만큼의 사사로움이 있었고 내가 털끝만큼의 욕심이 있었다면, 물불을 무릅쓰고 몸과 처자(妻子)를 잊고서 하늘과 땅에 맹세하고, 드디어 화란(禍亂)을 평정하였겠는가? 오늘날에 있어, 경은 진실로 공업(功業)의 주인(主人)이니, 나는 매양 경이 병이 있어 다른 이들과 같이 자주 만나지 못함이 회포가 되었는데, 이제 경의 임천(林泉)의 뜻을 보니, 놀라고 탄식함을 그치지 못하겠다. 경은 어찌 천임(天任)을 면하려 하는가? | ” |

하고, 사직을 만류하였다. 1457년 8월 판중추원사(判中樞院事)로 승진되었다가 바로 의정부우찬성(右贊成)에 제수하였다.
1456년 3월에 역신(逆臣)들이 가졌던 연안‧전주‧충주‧양주의 토지를 하사받았다. 1457년 2월에는 사육신과 그 관련자들의 노비를 하사받았고, 3월에는 김문기(金文起)‧장귀남(張貴南)‧성승(成勝) 등의 토지를 하사받았다. 김시습 등은 이를 두고 어진 신하를 죽여서 얻은 재물이라며 비판, 그의 집 문 앞에서 조롱하였다. 그러나 할아버지 권근으로부터 물려받은 토지와 노비들 외에도 자신이 세운 훈공으로 막대한 재산과 전지, 노비를 하사받고 당대의 부자의 한사람이 되었다.
권람에 대한 세조의 총애는 각별하였다. 권람이 어느날 어머니 이씨를 위해서 특별히 잔치를 벌였는데, 한명회, 신숙주, 정인지를 비롯 지체 높은 손님들이 끊이지 않아 초헌과 일산이 문을 메우고 학발(鶴髮, 학의 털)이 마루 위를 뒤덮을 정도였다. 그의 어머니를 위한 잔치라 하자, 이를 들은 세조 역시 친히 찾아와 친히 권람의 어머니께 헌수했다고 전한다.

### 생애 후반

#### 정치 활동
1458년(세조 4년) 5월 그는 수찬관(修撰官)으로 정인지, 신숙주(申叔舟) 등과 함께 《국조보감 (國朝寶鑑)》을 편찬하였으며, 활을 잘 쏘았고 문장에도 뛰어났다. 그러나 횡포가 심하고 많은 돈을 모아 탄핵을 받았다. 그해 다시 좌부승지가 되었다가 그해 12월 의정부우찬성(右贊成)이 되었으며, 59년 의정부좌찬성이 되었다.
좌찬성 재직 중 하루는 왕이 세자를 편전에 데려와 "이는 나의 보배이다" 하니, 그는 "전하의 보배일 뿐만 아니라, 바로 국가의 보배입니다." 하므로, 왕의 마음에 들어 임금이 용상(龍床)에서 내려와 사례하며 "경(卿)의 말이 옳다." 하고 곧 안마(鞍馬)를 내려 주고, 특별히 우의정으로 승진시켰다. 이어 감춘추관사 세자부(監春秋館事 世子傅)를 겸하였다.
그해 11월 사인(舍人) 민순손(閔順孫)으로부터 무례하다는 이유로 탄핵을 당했으나 충훈부 당상관(忠勳府堂上官)인 영천 부원군(鈴川府院君) 윤사로(尹師路)와 좌찬성(左贊成) 황수신(黃守身)이 변호하여 죄를 감경시켰다. 그러나 왕이 그에 대한 경징계를 받아들이지 않자, 윤사로와 황수신이 그를 탄핵, 국문을 청하며 공격하였다. 11월 중순 면직되었다가 다시 우의정으로 복직했고, 1460년(세조 6년) 3월 명나라에서 온 사신을 접대하였다. 1462년 5월 다시 의정부우의정이 되었다가 동년 5월 같은 달에 다시 의정부좌의정 겸 세자부에 올랐다.

#### 오랜 병환과 은퇴
1463년(세조 8년) 초 감춘추관사를 겸임하여 실록 편찬에 참여하였으며 그해 8월 병을 핑계로 스스로 체임을 청하여 관직에서 물러났으며, 세조의 특명으로 바로 진봉되어 길창부원군(吉昌府院君)이 되었다. 1463년 9월 《동국통감 (東國通鑑)》 편찬의 편수관이 되어 감수책임을 맡았으나 간행을 보지 못하고 죽었다. 이듬해부터 그는 신병으로 고생하였다.
그는 성리학을 국가 이념으로 채택해야 된다며 불교와 무속 신앙을 배격하였다. 그러나 1464년 신병으로 감악산신(紺岳山神)으로 추앙받던 설인귀(薛仁貴)의 사당에 치성을 드릴 때, 비바람이 몰아치자 “당신(설인귀)과 나는 세력이 서로 같은데 어찌하여 이와같이 몰아치는가.” 하고 호통하였다. 불교를 좋아하지 않았으나 만년에는 전국의 명산대찰을 찾아다니고 명신(名神)을 숭배하여 사람들의 의아심을 사기도 하였다.
은퇴 직후부터 그는 아버지 권제가 편찬하려 했던 문중의 족보 편찬, 사료 수집 작업에 착수하였다. 그러나 그는 생전에 족보 편찬을 보지 못한다. 그가 수집하던 족보는 1476년(성종 7)에 간행되는데, 1476년에 간행된 안동권씨의 족보인 성화보(成化譜)는 후대에 전하는 족보 가운데 오래된 족보로 전한다.

#### 최후
활을 잘 쏘고, 역사 지식에 해박하였으며 문장에도 뛰어났다. 그러나 횡포가 심하고 축재를 하여 여러 번 탄핵을 받았다. 그는 신숙주, 서거정(徐居正), 한명회 등과 교류하였다. 세조 말년에 의정부 좌의정으로 있다가 병으로 여러 번 사직하였으나 왕이 허락하지 않다가 병이 위중함을 보고 사직을 허락했다. 은퇴하여 있다가 1465년(세조 11년) 2월 6일 병으로 죽었다.
사후 세조묘(世祖廟)에 배향되었다. 시문과 글재주에 능하여 많은 작품을 남겼으나 대부분 유실되거나 실전되었고, 문집으로는 시문집인 《소한당집 (所閑堂集)》, 《응제시주》, 《여사대전》 등이 현재 전하고 있다. 당시 그의 향년 50세였다.
그의 사후, 그의 일족은 남이 역모사건에 연좌될 뻔하였으나, 남이에게 출가한 그의 딸이 일찍 요절하였으므로 연좌의 위기는 피하였다. 남이는 그의 넷째 사위였고, 신수근은 여섯째 사위였다.

### 사후
세조는 바로 조회를 파하고 3일간 애도하였으며, 바로 익평의 시호를 내렸다. 충청북도 음성군 생극면 방축리(현 충청북도 음성군 생극면 방축리 산 7)의 아버지 권제의 묘소 아래에 안장되었다. 그의 묘소 주변에는 아버지 권제의 묘소와 할아버지 권근의 묘소가 있으며, 묘역 일대는 1980년 1월 9일 충청북도 기념물 제32호로 지정되었다. 1471년 세조 묘(世祖廟)에 배향되었다. 아들 권걸(權傑)도 자헌대부 행동지중추부사에 올라 봉군되어 길창군(吉昌君)을 습봉받았다. 1467년(세조 13년) 신도비가 세워졌으며 신도비문은 신숙주가 짓고 글씨는 권반(權攀)이 썼다.
한편 예종 때에 역모로 몰린 남이는 장인의 친구들인 대신들에게 구명을 요청했지만 아무도 들어주지 않고 외면하였다. 오히려 그의 아들들은 누이가 일찍 죽어서 예종 초 남이 집안과 아무런 관련도 교류도 없음을 들어 극적으로 멸문지화를 면하였다. 한성부 목멱산 근처 예장동에는 그의 별장이 있었으나 임진왜란을 전후해서 파괴, 소실되었다. 예장동 별장은 자초(自超) 또는 무학이 택한 명당이라는 하였다.
사후 세조 말기부터 중앙 정계에 진출한 사림파들에 의해 비판의 대상이 되었다. 1910년(융희 4년) 대한제국 멸망 이후부터 재평가 여론이 조성되었다. 1970년대에 다시 재평가 여론이 등장하였고, 그의 저서 응제시주 등에서 단군 중심의 역사관을 서술한 점이 다시 주목받기 시작하였다.

## 저서
- 《소한당집》
- 《여사대전》(麗史大全), 양성지와 공저
- 《응제시주》(應製詩註) : 단군신화 관련 서적

### 공저
- 《국조보감》
- 《역대병요》

## 사상

### 역사관
그는 단군을 민족의 기원으로 평가했다. 시문집으로 《소한당집》이 있는데, 할아버지 양촌 권근이 지은 응제시에 주석을 붙인 《응제시주 應製詩註》는 단군 신화를 다루는 서적이기도 하다. 그의 역사의식을 반영해주고 있을 뿐만 아니라, 세조 때 《동국통감》의 편찬방향을 이해하는 데 좋은 자료가 된다.
그는 단군을 민족 시조, 개국 시조라고 불렀다. 《응제시주 應製詩註》에서 그는 주요 장마다 민족시조(民族始祖), 개국시조(開國始祖) 라는 단어를 거의 빠짐없이 수록하였으며, 삼국유사나 민간 전승 등으로 전해오는 설화 중심의 서술을 하고 있다. 이는 이는 기자와 기자조선을 시초로 생각하는 사림파나 성리학자들의 국사관과는 다른 점이기도 하다.

### 무속 신앙
그는 무속을 신봉하기도 했다. 국교가 유교인 조선에서 무속에 대한 신봉은 용납될수 없는 사상이었으나 그가 세조의 반정공신인 탓에 불이익을 받지 않을 수 있었다.
한번은 사위로 남이를 사위로 낙점할 때 무속인에게 점을 쳐 보았으나 역적이 될 조짐이라는 괘가 나오자 파혼하려 하였다. 그러나 자신의 사후라는 말을 듣고 다시 번복했다 한다.
1464년 신병으로 경기도 파주군의 감악산에 올라 감악산신(紺岳山神) 설인귀(薛仁貴)에 치성을 드릴 때, 비바람이 몰아치자 “당신(설인귀)과 나는 세력이 서로 같은데 어찌하여 이와같이 몰아치는가.” 하고 호통하였다. 불교를 좋아하지 않았으나 명신(名神)을 숭배하여 사람들의 의아심을 사기도 하였다. 이는 안향, 백이정의 학맥을 계승했으며 이색의 문하생인 성리학자였던 할아버지 권근과 비교 대조되었다.

## 가족 관계
사위 남이는 예종 때 왕의 자리를 넘봤다는 이유로 역모로 몰려 죽었으므로 1491년(연산군 2년)에 세워진 부인 영원군부인 고성이씨의 묘비명에서는 빠졌다.
- 할아버지 : 권근(權近), 호는 양촌
- 할머니 : 숙경택주 경주 이씨(淑敬宅主 慶州李氏)
  - 삼촌 : 권규(權跬, 태종의 부마)
    - 사촌 : 권담(權聃)
      - 조카 : 권영금(權寧錦)
      - 조카사위 : 김현석

    - 사촌 : 권총(權聰)

  - 아버지 : 권제(權踶)
  - 어머니 : 경주 이씨(慶州李氏), 검교판한성부사 이휴(李携)의 딸
    - 형님 : 권지(權摯)
    - 동생 : 권반(權攀)
    - 동생 : 권마(權摩)[11], 권율 장군의 고조부
    - 동생 : 권설(權挈)
    - 동생 : 권경(權擎)
    - 누이 : 권씨, 아버지 권제에게 살해되었다.

  - 서모 : 이름 미상, 권제에게 살해되었다.
    - 부인 : 영원군부인 고성 이씨(寧原郡夫人 固城李氏, 1410년 - 1491년 10월 18일), 이암(李嵓)의 증손녀, 철성부원군(鐵城府院君) 이원(李原)의 딸
      - 장남 : 권걸(權傑, 자는 사일(士逸), 길창군에 습봉)
      - 자부 : 의령남씨(宜寧南氏)
      - 차남 : 권건(權健)
      - 장녀 : 한서구(韓瑞龜, 청원군)의 처
      - 차녀 : 박사화(朴士華)의 처
      - 삼녀 : 신억년(申億年)의 처
      - 사녀 : 남이(南怡)의 처
        - 외손녀 : 남씨

      - 오녀 : 양녕대군의 외손자 안동 김씨 김수형(金壽亨)의 처
      - 육녀 : 신수근(愼守勤)의 처- 단경왕후(중종의 정비)의 전모
      - 칠녀 : 신말평(申末平)의 처
      - 팔녀 : 민사건(閔師騫)의 처
- 외할아버지 : 이준(李儁)
- 처증조부 : 이암(李嵓, 1297-1364, 호는 행촌, 시호는 문정공(文貞公), 본관은 고성) / 처조부 : 이강(1333-1380) / 장인 : 이원(李原, 1368-1429, 본관은 고성)
  - 사돈 : 신승선
  - 사돈 : 거창군부인 신씨(연산군의 비)

## 평가

### 평가
당대의 권람은 성격이 활달한 대인으로 평가되었다. 성품은 도량이 넓고 너그럽고 크며 작은 일에 연연하지 않았으며, 사소한 것을 마음에 담아두지 아니하였다.
그러나 조용하며 말수가 적었고 생각이 깊었다. 왕조실록에는 '젊어서는 뜻을 두텁게 하여 힘써 배우더니, 큰 뜻이 있어 작은 벼슬에 연연하지 않고 스스로 고세(高世)한 선비로 여겨, 나이 30세가 넘도록 관직을 얻지 못하자, 주변에서 그에게 굽힐 것이라고 하였으나 굽히지 않고 거들떠보지 않았다'고 한다.

### 비판
그러나 사림파가 집권한 이후 아버지를 배신하고 가출한 불효자로 몰려 비판과 지탄의 대상으로 전락한다. 유학자의 후손이나 무속을 신봉한 점도 비판의 대상이 되었고, 사위가 신수근인 점도 인신공격의 대상이 되었으나 단경왕후에 대한 동정여론이 곧 조성되면서 묻혀지게 된다.
사림의 집권 이후 조성된 도학적 분위기로 훈구파 공신들에 대한 비판여론이 조성되어 거의 정설처럼 굳어졌으나, 한명회, 유응부나 신숙주에 비교하여 그에 대한 비판은 상대적으로 덜한 편이었다.

## 기타
사위감을 점지할 때 사위감인 남이를 데리고 점을 보러 갔다. 이때 무속인이 사위가 역적이 될 상이라 하였으나 그는 연좌되지 않을 것이라고 예언했다. 그의 딸과 그가 죽은 뒤 남이는 남이의 옥사로 그의 동지이자 친구인 한명회, 유응부, 신숙주 및 당시의 신진관료 유자광 등에 의해 처형된다.
일찍이 과거에 뜻을 두지 않고 명산고적을 떠돌아다니게 된 것은 그의 아버지가 첩에 혹하여 정처를 소박한 데 대한 불만이었고 그를 방황하게 만들었다. 아버지 권제가 본부인인 어머니를 내쫓고 첩을 총애한 것에 반감을 갖게 된 그는 한때 방탕한 생활을 하였으나, 첩을 거느리지는 않았다. 그러다가 한명회, 유응부와 가까워지면서 권력을 꿈꾸게 되었으며 마침내 수양과 함께 정난을 일으켜 그의 좌장으로서의 역할을 성실히 수행하게 된 것이다.
그의 외손녀는 단경왕후 신씨로 중종 반정을 퇴출되는 중종의 첫 부인이었다.

### 사치
만년에 병(病) 때문에 관직을 사퇴하고 집에 나갔는데, 권람이 재물을 축재하는 일에 부지런하여, 일찍이 남산(南山) 아래에 집을 지었는데 제도(制度)가 지나치게 사치하고, 또 호사스러운 종(豪奴)이 방종하게 행동하여 사족(士族)의 신분을 능가하게 행동하니 이를 본 참찬(參贊) 이승손(李承孫)이 권람의 종을 꾸짖었다. 그러나 이승손 등의 꾸짖음에도 아랑곳하지 않고 권람이 이를 죄주지 않으므로, 사람들은 권남의 사치와 그 종의 월권행위를 못마땅히 여겼다.

### 아호
그의 사위인 신수근의 아호도 소한당(所閒堂)이다.

## 관련 작품

### 드라마
- 《파천무》 (KBS, 1980 배우:최정훈)
- 《설중매》 (MBC, 1984~1985 배우:박일)
- 《파천무》 (KBS, 1990 배우: 강태기)
- 《한명회》 (KBS, 1994, 배우:김기섭)
- 《왕과 비》 (KBS, 1998~2000, 배우:김갑수)
- 《공주의 남자》 (KBS, 2011, 배우:이대연)
- 《인수대비》 (JTBC, 2011~2012, 배우:김용희)

## 같이 보기
| - 집현전 - 계유정난 - 세조 찬위 - 한명회 - 신숙주 - 봉석주 - 양정 - 홍달손 - 홍윤성 - 유자광 - 이극돈 - 김문기 - 정창손 - 김질 - 정인지 - 유성원 - 권근 - 권절 - 김문기 - 남이 - 신수근 - 정인지 - 한확 | - 응제시주 - 사육신 - 생육신 - 김종서 - 황보인 - 금성대군 - 안평대군 - 김시습 - 김질 - 성삼문 - 성승 - 신승선 - 유응부 - 원호 - 유자미 - 이개 - 이득성 - 이보흠 - 이맹전 - 이기 - 조려 - 한확 - 숙의 권씨 | - 양촌권근 삼대 묘소 - 단군 신화 - 남이의 옥사 - 중종 반정 - 단경왕후 - 성담년 - 남효온 - 이수형 - 영풍군 - 권근 - 권제 - 권율 - 정보 - 강순 |

## 참고 문헌
- 문종실록
- 세조실록
- 대동야승
- 국조보감
- 응제시주

## 관련 서적
- 박영규, 《한권으로 읽는 조선왕조실록》 (들녘, 1998)
- 한영우, 《조선전기사학연구》 (한국문화연구소, 1981)
- 박영규, 《조선의 왕실과 외척》(김영사, 2003)
- 이덕일, 《사화로 보는 조선 역사》 (도서출판 석필, 2002)
- 한국학중앙연구원, 《한국민족문화대백과》 (한국학중앙연구원, 1996)
- 음성군청, 《음성군지》 (음성군지편찬위원회, 1996)
- 충주대학교 박물관, 《양촌권근삼대묘소 정밀지표조사 보고서》(충주대학교 박물관, 1999)